# كاترينا تيخونوفا
كاترينا فلاديميروفنا تيخونوفا (بالروسية: Екатерина Владимировна Тихонова)‏ (ولدت في 31 أغسطس 1986) هي ابنة الرئيس الروسي فلاديمير بوتين وراقصة الأكرو ومديرة مبادرتين في جامعة موسكو الحكومية وهما «المؤسسة الوطنية للتنمية الفكرية» و«المركز الوطني للاحتياطي الفكري». وهي أيضاً مديرة مشروع «إنوبراكتيكا» التنموي بقيمة 1.7 مليار دولار لإنشاء مركز العلوم في جامعة موسكو الحكومية.
تركت تيخونوفا اسم «بوتين» وأخذت اسم أسرة جدتها الأم «إيكاترينا تيخونوفا شكربنيفا»، كما في لقبها.
في عام 2013 تزوجت كاترينا من كيريل شاملوف، أبن نيكولاي شاملوف، وهو صديق قديم لرئيس الجمهورية الروسي. وشاملوف هو من كبار المساهمين في «بنك روسيا»، الذي وصفته الولايات المتحدة كالمصرف المركزي للنخبة الروسية.
كزوج وزوجة، فإن كيريل وكاترينا يحوزان شركات تبلغ قيمتها نحو 2 بليون دولار وفقاً لتقديرات المحلّلين الماليين.
وتنبع تلك الثروة أساساً من حصة كبيرة في شركة الغاز والبتروكيماويات الكبرى التي حصل عليها كيريل بدوره من غينادي تيمشينكو، المعروف كتاجر سلع شهير، وكواحد من أصدقاء بوتين القدامى.